# Reggae rock
Reggae rock est un genre de reggae fusion et rock qui fait principalement usage d'éléments issus des genres reggae, rock et ska.

## Histoire
Le terme de « reggae rock » a été utilisé pour catégoriser des groupes tels que The Police,, Sublime, Sublime with Rome, Pepper,, Slightly Stoopid, The Expendables, Iration, les Dirty Heads, Rebelution, 311 et, par extension, des groupes plus agressifs comme Fishbone et Bad Brains. Le terme « reggae metal » est utilisé pour décrire les groupes qui mêlent reggae rock et heavy metal, comme Dub War, Skindred et Zeroscape. Le reggae rock se popularise dans les années 1990 à Long Beach, en Californie, avec le groupe Sublime. Le genre se popularise encore plus avec la sortie du morceau Lay Me Down des Dirty Heads avec Rome Ramirez de Sublime with Rome, qui atteindra la première place des classements alternatifs du magazine Billboard,.